# Campionato sudamericano maschile under 19 di calcio 1971
Il Campionato sudamericano di calcio Under-19 1971, 5ª edizione della competizione organizzata dalla CONMEBOL e riservata a giocatori Under-19, è stato giocato in Paraguay.

## Partecipanti
Partecipano al torneo 9 delle 10 rappresentative nazionali affiliate alla Confederación sudamericana de Fútbol (non è presente l'Ecuador under 19):
| - Argentina under 19 - Bolivia under 19 - Brasile under 19 - Cile under 19 - Colombia under 19 |  | - Paraguay under 19 - Perù under 19 - Uruguay under 19 - Venezuela under 19 |

## Città
La Federazione calcistica paraguaiana scelse come luogo deputato a ospitare la manifestazione la città di Asunción.

## Formato

### Fase a gironi
Le 9 squadre partecipanti alla prima fase sono divise in due gruppi, uno da quattro e uno da cinque, e si affrontano in un girone all'italiana con gare di sola andata. Passano alle semifinali le prime due classificate in ogni gruppo.
In caso di arrivo a pari punti in classifica, la posizione si determina seguendo in ordine:
- Differenza reti;
- Numero di gol realizzati;
- Risultato dello scontro diretto;
- Sorteggio.

## Fase a gironi
Legenda
|  | Qualificata alla fase successiva |

### Gruppo A
| Squadra            | P.ti | G | V | P | S | GF | GS | DR |
| ------------------ | ---- | - | - | - | - | -- | -- | -- |
| Argentina under 19 | 6    | 4 | 3 | 0 | 1 | 6  | 1  | +5 |
| Perù under 19      | 5    | 4 | 2 | 1 | 1 | 6  | 4  | +2 |
| Brasile under 19   | 4    | 4 | 2 | 0 | 2 | 7  | 3  | +4 |
| Venezuela under 19 | 4    | 4 | 1 | 2 | 1 | 7  | 10 | -3 |
| Colombia under 19  | 1    | 4 | 0 | 1 | 3 | 2  | 10 | -8 |

| Asunción 1º marzo 1971 | Colombia | 2 – 2 | Venezuela |  |

| Asunción 1º marzo 1971 | Argentina | 1 – 0 | Perù |  |

| Asunción 4 marzo 1971 | Brasile | 5 – 1 | Venezuela |  |

| Asunción 7 marzo 1971 | Argentina | 4 – 0 | Colombia |  |

| 10 marzo 1971 | Venezuela | 3 – 3 | Perù |  |

| Asunción 10 marzo 1971 | Brasile | 2 – 0 | Colombia |  |

| Asunción 14 marzo 1971 | Colombia | 0 – 2 | Perù |  |

| Asunción 14 marzo 1971 | Argentina | 1 – 0 | Brasile |  |

| Asunción 17 marzo 1971 | Brasile | 0 – 1 | Perù |  |

| Asunción 17 marzo 1971 | Argentina | 0 – 1 | Venezuela |  |

### Gruppo B
| Squadra           | P.ti | G | V | P | S | GF | GS | DR |
| ----------------- | ---- | - | - | - | - | -- | -- | -- |
| Paraguay under 19 | 5    | 3 | 2 | 1 | 0 | 6  | 2  | +4 |
| Uruguay under 19  | 4    | 3 | 2 | 0 | 1 | 6  | 4  | +2 |
| Cile under 19     | 3    | 3 | 1 | 1 | 1 | 3  | 4  | -1 |
| Bolivia under 19  | 0    | 3 | 0 | 0 | 3 | 4  | 9  | -5 |

| Asunción 4 marzo 1971 | Uruguay | 2 – 0 | Cile |  |

| Asunción 7 marzo 1971 | Paraguay | 3 – 1 | Bolivia |  |

| Asunción 13 marzo 1971 | Uruguay | 4 – 2 | Bolivia |  |

| Asunción 13 marzo 1971 | Paraguay | 1 – 1 | Cile |  |

| Asunción 17 marzo 1971 | Bolivia | 1 – 2 | Cile |  |

| Asunción 18 marzo 1971 | Paraguay | 2 – 0 | Uruguay |  |

## Fase finale

### Semifinali
| Asunción 22 marzo 1971 | Argentina | 1 – 2 | Uruguay |  |

| Asunción 22 marzo 1971 | Paraguay | 3 – 1 | Perù |  |

### Finale
| Arbitro: | Delgado |

|          |           |           |
| Cino 89’ | Marcatori | 66’ Islas |

Paraguay vincitore per miglior differenza reti.

## Classifica marcatori
| Gol |  |  | Giocatore           | Squadra           |
| --- |  |  | ------------------- | ----------------- |
| 4   |  |  | Ricardo Islas       | Uruguay under 19  |
| 4   |  |  | Cristóbal Maldonado | Paraguay under 19 |